# Audiovisuel au Maroc
 (mai 2018).
Si vous disposez d'ouvrages ou d'articles de référence ou si vous connaissez des sites web de qualité traitant du thème abordé ici, merci de compléter l'article en donnant les références utiles à sa vérifiabilité et en les liant à la section « Notes et références ».
Les émissions de la radio et de la télévision couvrent la plupart des régions du Maroc et dépassent le cadre du territoire national vers différentes régions de par le monde.
Le parc des récepteurs radio et télévision s'est développé pour atteindre le pourcentage d'un poste radio pour trois citoyens et d'un poste téléviseur pour six, sans oublier l'engouement pour les antennes paraboliques, particulièrement depuis la promulgation de la loi régissant leur utilisation.
Le secteur de l'audiovisuel s'est également distingué par l'émission quotidienne à travers le satellite Eutelsat, des programmes de la RTM, permettant ainsi à des dizaines de millions de téléspectateurs en Europe et en Afrique du Nord de suivre les programmes de la plupart des chaînes de télévision publiques.

## Histoire de la télévision

### Dates clés la RTM - SNRT

Logo de la SNRT

- Avril 1928 : Création du service Radio-Maroc au sein de l'Office Chérifien des Postes, Téléphone et Télégraphe.
- Décembre 1937 : Institution d'un conseil de Radio-Maroc et d'un comité consultatif de radiodiffusion en langue arabe.
- Février 1947 : Autonomie financière et capacité juridique au service de la radio au sein de l'OCPTT.
- Juin 1956 : Institution de la commission consultative des émissions arabes de la Radiodiffusion marocaine.
- Juillet 1961 : Rattachement du service de la Radiodiffusion au Ministère de l'Information, des Beaux-Arts et du Tourisme, en lui attribuant le nom de la RTM, avec capacité juridique et autonomie financière.
- Octobre 1966 : Promotion de la Radiodiffusion marocaine en un établissement public, doté de la personnalité civile et de l'autonomie financière.
- Janvier 1968 : La RTM redevient administration publique avec un budget annexe.
- Décembre 1978 : La RTM devient partie intégrante de l'Administration centrale du Ministère de l'Information (actuellement Ministère de la Communication).
- Juin 1994 : Un décret redéfinit la mission de la RTM, ses attributions et réorganise sa structure.

### Édification de la chaine
Le Maroc fut le pionnier dans le domaine de l'audiovisuel. Déjà dans les années 1950, il avait connu une première expérience entreprise par la société française Telma qui voyait en la communauté européenne au Maroc un public potentiel. En 1951, l'autorisation d'exploitation et de diffusion fut cédée à la Telma qui ne commença à émettre qu'en février 1954. Ce fut une expérience éphémère qui ne durera que quelques mois, la station cessant son activité peu après avoir couvert le retour du roi Mohammed V au Maroc le 16 novembre 1955. La dite société dut s'arrêter, non à la suite d'un simple échec commercial mais compte tenu des événements politiques générés par le mouvement nationaliste qui secouait le pays, et qui privaient la société de ressources publicitaires, les annonceurs locaux retirant progressivement leurs contrats par crainte de possibles représailles, comme le raconte dans une interview Abdellah Chakroun, ancien Directeur de la Télévision Marocaine, auteur du livre Réflexions sur l'audiovisuel et le théâtre.
Selon le guide technique World Radio Television Handbook de l'époque, la Telma émettait au standard 819 lignes français (Norme E) depuis ses studios de Casablanca installés dans le quartier d'Ain Chock. Elle disposait de deux émetteurs, l'un à Casablanca sur le canal F12, l'autre à Rabat sur le canal F8 (relié par faisceau hertzien au précédent) et prévoyait d'en ouvrir deux autres en 1955 à Fès et Meknès. Les principaux actionnaires, les personnels de direction et techniques étaient principalement français, notamment Jean Luc à la Direction des Programmes, qui avait auparavant tenu ce poste à la Télévision de la RTF. Les programmes étaient majoritairement d'origine française, avec des magazines et variétés kinescopés (enregistrés sur pellicule), des feuilletons et des films.
Dans son livre Réflexions sur l'audiovisuel et le théâtre, l'ancien directeur de la télévision marocaine Abdellah Chakroun précise aussi qu'en 1960, le gouvernement marocain racheta la Telma pour la somme symbolique de 100 millions de Francs, puis fit appel à la télévision publique italienne RAI pour l'aider à monter sa propre chaîne publique, dont les studios furent installés au Théâtre Mohammed V à Rabat. La norme technique retenue fut le 625 lignes européen (Norme B) avec des canaux spécifiques au Maroc (canaux M4 à M10 en bande III). Comme la Telma, elle ne disposait au départ que de deux émetteurs, à Rabat (canal M10) et à Casablanca (canal M7).
La chaîne publique marocaine a débuté le jour de la célébration de la première année de règne de Hassan II, le 3 mars 1962. La couleur (procédé SÉCAM IIIb) fut introduite en 1972.
Le statut de la TVM est passé successivement du régime de la capacité juridique et de l'autonomie financière à celui de l'établissement public, puis à son intégration à l'administration centrale du Ministère de la Communication, avec un budget annexe.
Sur le plan des moyens, la TVM assure l'équilibre de son budget grâce à une subvention de l'État, en plus d'une redevance en forme de contribution indexée sur la consommation d'énergie des foyers, de l'excédent des recettes du Service Autonome de Publicité (SAP), ainsi que des recettes diverses et accidentelles résultant des revenus de ses prestations de services.
Le Ministère de la Communication a mis à la disposition de la TVM pour les années 1995 et 1996 une enveloppe de près de 13 millions de DH.
Le budget de fonctionnement de cette organisation a connu une augmentation appréciable en 1996 pour atteindre 598 millions de DHS pour l'année budgétaire 1996-1997.

### Ressources de la RTM
La Radiodiffusion télévision marocaine dispose d'un budget annexe dont l'équipement est assuré par une subvention de l'État accordée par les finances en plus d'une redevance sous forme de contribution indexée sur la consommation d'énergie des foyers alimentés par la basse tension et de l'excédent des recettes du service autonome de publicité, ainsi que le produit des recettes diverses résultant des revenus des prestations de service.
La subvention de l'État est évaluée, au titre de 97-98 à 120,5 millions de DHS.
La mise en place d'un fonds de promotion du Paysage Audiovisuel National dans le cadre de la loi des Finances en remplacement de la contribution en faveur de la RTM, est de nature à renforcer davantage les moyens mis à la disposition de cet organisme pour assurer cette impérative adéquation entre les exigences de la mission de service public et la satisfaction de l'audience la plus large à travers une couverture totale du territoire.
L'enveloppe budgétaire allouée à la production a été multipliée par 3 pour l'année budgétaire 97-98, passant de 4,7 MDH à 16,7 MDH en 98-99.
Disposant de 4 studios (2 à Rabat et 2 à (Casablanca), la TVM couvre les 2/3 du territoire marocain estimé à 718 000 km² avec un réseau hertzien de 15 042 km et ses 64 relais raccordés au réseau  de l'Eurovision, Maghrébvision et à  la station terrienne de télécommunications de Shoul. Depuis le 3 mars 1993, les programmes de la TVM sont transmis par le satellite européen Eutelsat2F3. À partir de cette date les programmes de la TVM sont suivis avec intérêt par la communauté marocaine à l'étranger.
Les objectifs de la transmission de la RTM par satellite sont de deux sortes : répondre aux désirs des émigrés et présenter à l'opinion internationale l'image du Maroc moderne.
La classification des programmes de la TVM permet de noter que le caractère primordial de l'information demeure un élément central et privilégié dans la grille.
En mars 1993, la TVM a entamé son passage au numérique pour ses activités de production. L'équipement de la TVM a été renforcé et ce par l'acquisition de 5 nouvelles caméras numériques mises à la disposition du Service de reportages, d'une unité numérisée et de 3 unités postproduction avec clavier électronique dont une à Rabat et deux à Casablanca.
Pour que la Télévision puisse concurrencer les autres chaînes privées, une refonte sera élaborée. Ainsi la RTM sera transformée en véritable holding multiservice, la télévision, la radio, le réseau de télédiffusion, une régie publicitaire etc., tout sera filialisé et transformé en structure dotée de la personnalité morale et de l'autonomie financière et de gestion.

### Apparition de nouveaux acteurs

#### L’expérience pionnière de 2M

Logo 2M

##### Histoire et objectif
Dès sa création, 2M a présenté une expérience unique en son genre qui a permis d'engranger de nombreux acquis. En 1988, la société SOREAD a signé avec l'État un contrat de concession l'autorisant à programmer et à diffuser des émissions de télévision sur l'ensemble du territoire national. Il s'agit d'une concession de service public et, en tant que telle, elle comporte des obligations pour le concessionnaire (SOREAD) et pour l'obligeant (l'État).
La première chaîne privée et commerciale au Maroc (mais aussi en Afrique et dans le monde arabe) démarra le 4 mars 1989, à la suite de la signature d'une convention d'exploitation et d'un cahier des charges en 1988 entre l'État marocain et la Soread. Elle diffusait des émissions en crypté avec deux plages en clair. Comme toutes les chaînes à péage, elle se veut élitiste. Une première sélection du public s'effectue par le portefeuille via l'abonnement mensuel. 2M était gérée par l'ONA (Omnium Nord Africain) premier groupe industriel privé d'Afrique en association avec la chaîne française TF1, la Sofirad, le groupe canadien Vidéotron et les institutionnels marocains.
Émettant de Aïn Sebaa, (Casablanca), la deuxième chaîne de télévision marocaine s'était fixée comme objectif d'atteindre en 1994 les 250 000 abonnés. À son lancement, la chaîne a suscité un véritable engouement.
2M a évolué en effet dans un environnement culturel complexe. La chaîne a souffert du développement du piratage, et de la concurrence déloyale. En 5 années d'existence, 2M a considérablement évolué. Elle n'est plus la chaîne thématique à vocation internationale conçue au départ, mais une chaîne généraliste, de proximité, afin d'exprimer de manière encore plus évidente sa différence, sa spécificité face aux autres sources d'images.

##### L'étatisation de 2M
Après sept ans de fonctionnement, l'actionnaire principal de la Soread, l'ONA, s'est retiré de la gestion de la chaîne qui connaissait des difficultés financières. L'État, signataire de la concession a repris le contrôle de 2M le 19 juin 1996 avec une participation de 68 % dans le capital. Le redressement financier de la société gestionnaire de la chaîne est en cours à travers le concours du fonds pour la Promotion Audiovisuelle nationale, la dynamisation du marché publicitaire et la commercialisation de produits cryptés accessoires.

#### Structuration du paysage audiovisuel
2M est passé à la diffusion en clair le 10 janvier 1997. Son repositionnement s'est appuyé sur trois concepts: le divertissement (cinéma, fiction, feuilletons), la proximité (émissions d'information, débats…) et la curiosité ainsi que la connaissance (documentaires et magazines). Cette chaîne, désormais reçue par près de 70 % de la population, enrichit considérablement le Champ Audiovisuel Marocain et contribue davantage à l'ouverture du Maroc sur le monde.
En plus, le plan d'action, prévoit la création de chaînes et radio thématiques. En somme, la proximité est le maître mot concernant la mise à niveau du secteur de l'audiovisuel.

##### Développement du bouquet de chaînes de la SNRT
Parallèlement à l'ouverture du paysage audiovisuel au Maroc à partir des années 2000-2010, la SNRT (radio-télévision publique) a étoffé son offre de chaine en créant notamment Arryadia, Arrabiâ, Al Maghribia, Assadissa, Aflam TV, Tamazight, et Lâayoune.

##### Medi 1 TV

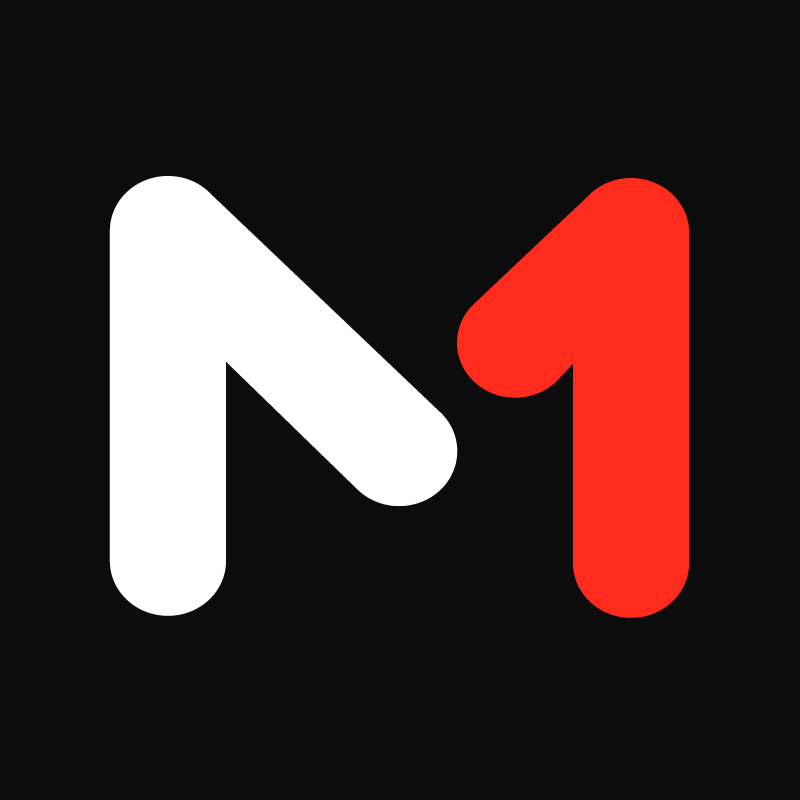
Medi 1 TV

À la suite du succès de la radio Medi1, installée à Tanger, le groupe Medi 1 se lance dans la télévision. D'abord diffusé uniquement par satellite depuis sa création le 1er décembre 2006 sous le nom de Medi 1 Sat, la chaîne était au départ franco-marocaine. En 2008 les parts françaises furent rachetées et la chaîne devient entièrement marocaine. Le 30 octobre 2010 à 21 h 20, la chaîne commence sa diffusion sur le réseau hertzien analogique du Maroc, sous le nom de Medi 1 TV. La diffusion sur la TNT est prévue pour 2015.
La chaine Medi 1 TV est détenue par le groupe Maroc Telecom et la CDG.

##### Nouveaux indépendants
Canal Atlas : Diffusée depuis le 31 mars 2014 sur satellite (Arabsat 26°), Canal Atlas () est la dernière née des chaînes marocaines. Il y a 20 ans, naissait la première émission consacrée aux marocains dans le monde : Canal Atlas. Aujourd’hui[évasif], grâce aux concours de partenaires, de professionnels et d’amoureux du Maroc, la Télévision Canal Atlas est désormais une réalité. 20 ans est l’âge mur pour s’affirmer et décider de son avenir. Les Marocaines et Marocains, grâce au satellite, sont en contact permanent avec l’extérieur. Alors, l’idée a germé de créer une chaîne de télévision variée et ouverte en complément des offres TV marocaines.

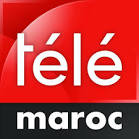
Télé Maroc

##### Télé Maroc
Le 6 juin 2017 voit l'apparition d'une nouvelle chaîne, à savoir Télé Maroc. C'est une chaîne généraliste satellitaire marocaine lancée par Rachid Niny. Son siège se trouve à Madrid.

## Production et distribution audiovisuelle

### La production et distribution intégrée
Le secteur audiovisuel public marocain est composé de deux sociétés nationales que sont la Soread 2M et SNRT. Medi1TV, quant à elle, est une chaîne qui se finance exclusivement par ses actionnaires et les publicités.
Le service télévisuel du pôle public compte aujourd'hui environ 10 chaînes de télévision.Ces sociétés restent également les principaux producteurs de contenus audiovisuels. Medi1TV est également tourné vers l'achat de productions étrangères (Moyen-Orient et Europe).

### Les producteurs indépendants
Depuis la libéralisation du paysage audiovisuel en 2005, le cahier des charges des diffuseurs impose un quota de 30 % de diffusion provenant de production externes. Cela pousse les chaînes à se concentrer sur leur métier de diffuseur mais également créer un marché pour de nouvelles sociétés de productions indépendantes.

En 2012, l'Association des entreprises du secteur audiovisuel (ASESA) estime qu'une mosaïque composée de 108 à 250 sociétés de production existent au Maroc, dont 20 à 30 réellement structurées.